# ماتئوس گامروت
ماتئوس گامروت (انگلیسی: Mateusz Gamrot؛ زادهٔ ۱۱ دسامبر ۱۹۹۰) کشتی‌گیر و ورزشکار هنرهای رزمی ترکیبی اهل لهستان است. وی از سال ۲۰۱۲ میلادی تاکنون مشغول فعالیت بوده‌است.